# Cyndi Lauper

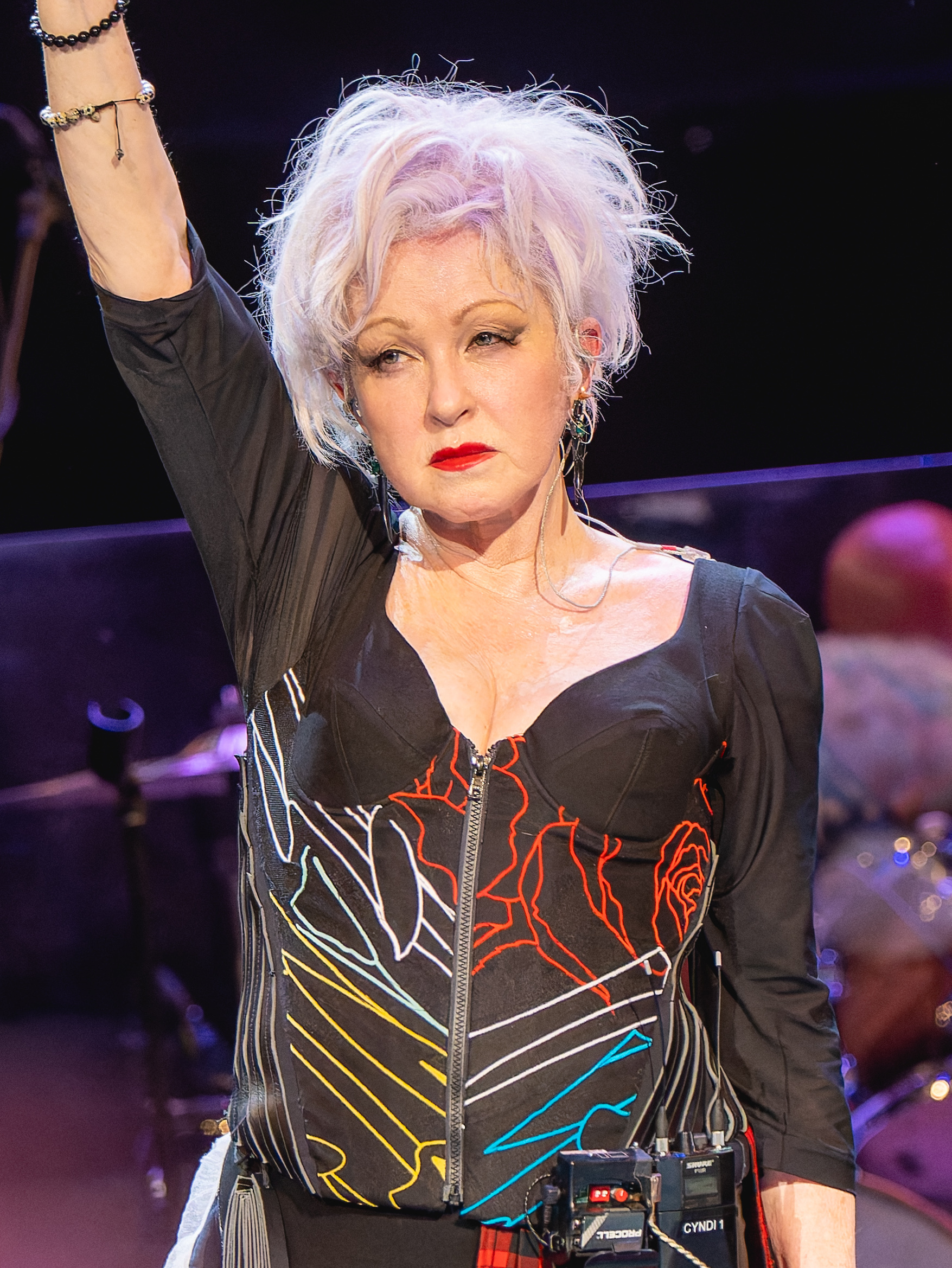
Cyndi Lauper (2024)

Cynthia Ann Stephanie „Cyndi“ Lauper (* 22. Juni 1953 in Queens, New York City, New York) ist eine US-amerikanische Sängerin, Songschreiberin und Schauspielerin. In den 1980er Jahren feierte sie mit Hits wie Girls Just Want to Have Fun, Time After Time, She Bop, All Through the Night, True Colors, Change of Heart und I Drove All Night internationale Erfolge.

## Kindheit und Jugend
Cynthia Lauper kam am 22. Juni 1953 in New York zur Welt. Ihr Vater war der schweiz- und deutschstämmige Fred Lauper, ihre Mutter die aus Sizilien in Süditalien stammende Cathrine Dominique (1930–2022), eigentlich Catarina Papaleone. Cyndi wuchs mit ihrer Mutter, ihrem Stiefvater und den Geschwistern Fred und Ellen in einem Einwandererviertel im Stadtteil Queens in der 104. Straße auf. Sie begeisterte sich sehr früh für Musik und lernte Gitarrespielen. Ihre schulischen Leistungen waren nach eigenen Angaben schlecht: Nach häufigem Schulwechsel gelang ihr ein Bildungsabschluss erst im vierten Anlauf.

## Karriere

### Anfänge
Mit dem Verlassen ihres Elternhauses begann sie als Aushilfe im Secondhandladen einer Freundin zu arbeiten und entdeckte dort ihr Faible für extravagante Kleidung, das ihre spätere Musikkarriere beförderte – bei ihren ersten Auftritten rückte ihr schrilles Bühnen-Outfit in den Fokus der Berichterstattung. Während dieser Zeit lernte sie David Wolff kennen, mit dem sie ein kleines Appartement bewohnte. Er wurde nicht nur ihr Lebenspartner, sondern auch ihr Manager und begann, sie mit Schlüsselfiguren der Musikszene bekannt zu machen. Lauper tourte mit zahlreichen Coverbands durch die New Yorker Clubszene. In späteren Interviews äußerte sie sich abfällig über diese Zeit. Songs aus dieser Schaffensperiode, etwa Israel Lights, entsprachen nach eigenen Aussagen nicht ihrem musikalischen Stil, sah sie sich selbst doch als Rocksängerin. Die hohe Frequenz der Auftritte führte 1977 zu einer Überreizung ihrer Stimmbänder, die sie zu einer einjährigen Schaffenspause zwang.
1979 veröffentlichte Cyndi Lauper ihre erste Single, eine Coverversion des Fleetwood-Mac-Songs You Make Lovin' Fun. Diese Single erschien nur in geringer Stückzahl und Lauper selbst besaß jahrelang kein Exemplar. Erst Ende der 1990er Jahre erhielt sie von einem Fan diese Single als Geschenk überreicht. Ihr kommerzielles Debüt beurteilt sie selbst eher kritisch: Sie habe einfach nur singen und so klingen wollen wie die Fleetwood-Mac-Sängerin Stevie Nicks.
Als David Wolff sie im selben Jahr mit John Turi bekannt machte, sollte sich dies für ihre weitere Karriere als Glücksfall erweisen. Mit Turi, Johnny Murelli, Arthur Neilson und Lee Brovitz gründete sie die Band „Blue Angel“. In dieser Formation erschien bei Polydor ein Album gleichen Namens, das in den Niederlanden Platz 37 der Charts erreichte. Die Arrangements waren geprägt vom Stil der späten 1950er und frühen 1960er Jahre.

### 1980–1989
1979 entwickelte sich in den USA durch den enormen Erfolg von Pat Benatar ein neuer musikalischer Frauentyp, selbstbewusst und auch in der Lage, erfolgreichen Rock herauszubringen. Diese Entwicklung erleichterte es Cyndi Lauper, bei den Plattenfirmen Gehör zu finden.
1983 wurde sie von Epic Records unter Vertrag genommen, und Rick Chertoff produzierte mit ihr das Album She’s So Unusual, das über weite Teile von Mitgliedern der US-amerikanischen Folkrock-Formation The Hooters eingespielt wurde. Ihr Video Girls Just Want to Have Fun wurde auf MTV häufig gesendet und die Single wurde zu einem Hit. Auch das Album wurde ein Erfolg: She's So Unusual verkaufte sich weltweit 15 Millionen Mal und wurde damit zum seinerzeit erfolgreichsten Debütalbum eines Solokünstlers. Mit dem Erfolg wuchs auch Laupers Selbstbewusstsein – ihr oft belächelter Kleidungsstil prägte die Mode der 1980er Jahre entscheidend mit. Die Singles Girls Just Want to Have Fun und Time After Time – letztere zusammen mit dem „The Hooters“-Keyboarder Rob Hyman geschrieben, der im Studio auch die Zweitstimme übernahm – erreichten hohe Chartplatzierungen: Ihre Musikvideos werden als stilprägend für die Branche angesehen, sie gehörte zu den ersten MTV-Stars und absolvierte eine große Tournee durch die US-Bundesstaaten, während sie mit der Single She Bop einen landesweiten Skandal provozierte, indem sie das Thema Masturbation offen ansprach, was zu Boykotten zahlreicher Radiostationen führte – die daraus resultierende Bekanntheit war dem Single-Erfolg eher zuträglich. Die Promotion des Albums kostete nach Laupers Worten so viel Zeit, dass sie Familienmitglieder und Freunde in ihren Musikvideos mitspielen ließ, um mehr Zeit mit ihnen verbringen zu können.

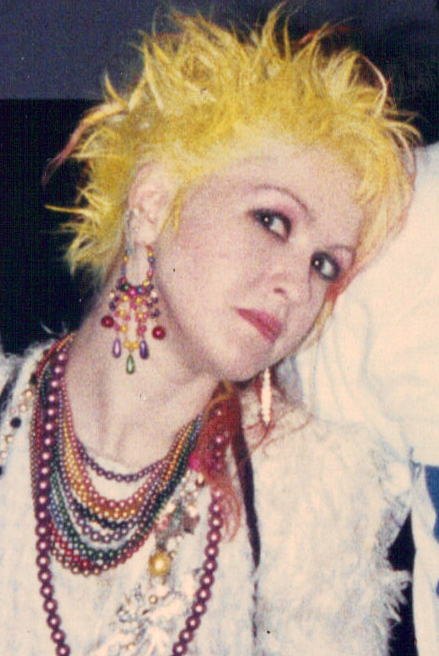
Lauper bei der Aufnahme von We Are the World (1985)

Von 1984 bis 1985 trat Lauper in Wrestling-Shows der damaligen World Wrestling Federation auf, in denen sie als Managerin von Wendi Richter fungierte. David Wolff und der WWF-Boss Vince McMahon ermöglichten diese Auftritte. Später sagte Cyndi Lauper, dass es ihr Spaß gemacht, sie aber in ihren musikalischen Aktivitäten behindert habe. Deshalb blieb es auch bei wenigen Auftritten, u. a. bei der ersten WrestleMania.
Im Januar 1985 sang Lauper bei USA for Africa und lieferte im gleichen Jahr mit Good Enough einen Beitrag zu Richard Donners Film Die Goonies ab. Diese Mitarbeit führte zu einer Distanzierung von der Plattenindustrie. Das Einspannen in die Marketingmaschinerie, die den Film umgab, missfiel ihr. Beim Dreh des begleitenden Musikvideos zog sie sich eine schwere Erkältung zu, was sie zur Absage ihres Auftritts bei Live Aid zwang.
1986 kam mit True Colors Laupers zweites Album auf den Markt: Es zeigte die Sängerin zwar auch noch mit grell gefärbter Haarpracht, aber nach Einschätzung vieler Kritiker musikalisch und künstlerisch gereifter. Trotz der Hitsingle True Colors, die es bis auf Platz 1 der US-Charts schaffte, blieb das Album hinter den kommerziellen Erwartungen zurück. Dennoch markierte die begleitende Tournee nach eigener Einschätzung den Höhepunkt ihres Künstlerlebens. Die massiven Sicherheitsvorkehrungen führten zu einer zunehmenden Distanzierung von den Fans, was Lauper bewog, ihre Karriere in eine andere Richtung zu entwickeln. Dies machte sich auch in der privaten wie professionellen Trennung von David Wolff bemerkbar.
1988 stand Lauper für ihr Hollywood-Debüt Vibes – Die übersinnliche Jagd nach der glühenden Pyramide vor der Kamera. Der Auftritt handelte ihr harsche Kritik ein. Viele Beobachter sahen in dem Film lediglich ein rein auf den Star zugeschnittenes Vehikel ohne künstlerische Eigenständigkeit. Hole in My Heart, die Single aus dem Soundtrack zu diesem Film, zeigte noch einmal die grelle schrille Cyndi Lauper, konnte aber nicht an frühere Verkaufserfolge anknüpfen.
Im Anschluss daran begannen die Arbeiten zu dem Album A Night to Remember, das 1989 erschien. Lauper versuchte sich an einer Neudefinition ihres Images als elegant und sexy zugleich. Trotz großen Zuspruches aus der Musikbranche äußerte sich Lauper selbst im Nachhinein unzufrieden über die Produktion. Zwar schrieb sie die meisten Titel selbst, wurde aufgrund massiver Einflussnahme seitens der Plattenfirma allerdings in ein Korsett gepresst, das nicht ihrer Persönlichkeit entsprach. Auch die Fans taten sich schwer, die neue, elegante Cyndi Lauper zu akzeptieren. So blieb das Album weit hinter den Verkaufserwartungen zurück und Lauper trat den Rückzug in ihr Privatleben an.

### 1990–1999
Bis 1993 machte sie sich etwas rar, trat aber dennoch weiterhin auf und absolvierte 1990 einen Auftritt bei Roger Waters’ Aufführung von The Wall auf dem Potsdamer Platz in Berlin. 1990 war auch das Jahr, in dem sie ihren zweiten Spielfilm drehte: Moon Over Miami. Der Film wurde sowohl von den Kritikern als auch von Lauper selbst verrissen; jedoch lernte sie am Set David Thornton kennen und lieben: die beiden heirateten 1991.
Thornton war es auch, der sie überredete, ein neues Album aufzunehmen; so schaffte sie es, mit Hat Full of Stars 1993 ein Album herauszubringen, das ihren Vorstellungen entsprach und auch bei den Kritikern auf Zustimmung stieß. Ebenfalls 1993 sang Lauper den weiblichen Part auf der Single Boys Will Be Boys der Hooters.
Ihr Label Epic stand jedoch nicht hinter ihrer Arbeit, sodass die Promotion auch gering war, was sich jedoch noch einmal für Twelve Deadly Cyns änderte. Dieses Best-of-Album kam 1994 auf den Markt und enthielt mit der eigenen Coverversion (Hey Now) Girls Just Want to Have Fun ihren letzten großen Hit. In dieser Zeit begann Lauper, intensiv für die Rechte von Homosexuellen einzutreten, was ihr in der schwulen Subkultur ein hohes Ansehen bescherte und ihren Weg zur Homosexuellen-Ikone ebnete; auch sah man sie vermehrt in Film- und Fernsehproduktionen: Für ihre Gastrolle als Marianne in der Sitcom Verrückt nach dir wurde sie zweimal für den Emmy nominiert und gewann ihn einmal.
Bereits 1996 wurde Sisters of Avalon veröffentlicht, auf dem Lauper alle Songs mit Jan Pulsford schrieb und produzierte. Das Frauenduo überraschte mit ungewohnten Tönen: So wurden Oberflächlichkeit und Heuchelei (u. a. in der Politik) gebrandmarkt, gepaart mit einigen harten Gitarrenriffs. Teile des Albums dienten als Soundtrack für den Film Ein Licht in meinem Herzen mit Gena Rowlands, Gérard Depardieu und David Thornton.
Als sie eigentlich ihr Album hätte promoten sollen, wurde Lauper schwanger, dennoch trat sie im Vorprogramm von Tina Turner auf. Am 19. November 1997 kam ihr Sohn Declyn Wallace Thornton Lauper zur Welt.
Mit einem 1998 erschienenen Weihnachtsalbum, das traditionelle und eigene Lieder enthielt, endete die Zusammenarbeit mit Epic. In der Zeit danach war Lauper nicht minder aktiv: So beteiligte sie sich an dem Soundtrack zu dem Kultfilm A Night at the Roxbury mit dem Titel Disco Inferno, der eine Grammynominierung in der Kategorie Best Dance Recording bekam, letztendlich aber Madonna unterlag.
1999 hatte Lauper einen Gastauftritt in der Fernsehserie Die Simpsons (Staffel 10, Folge 11).

### 2000–2009

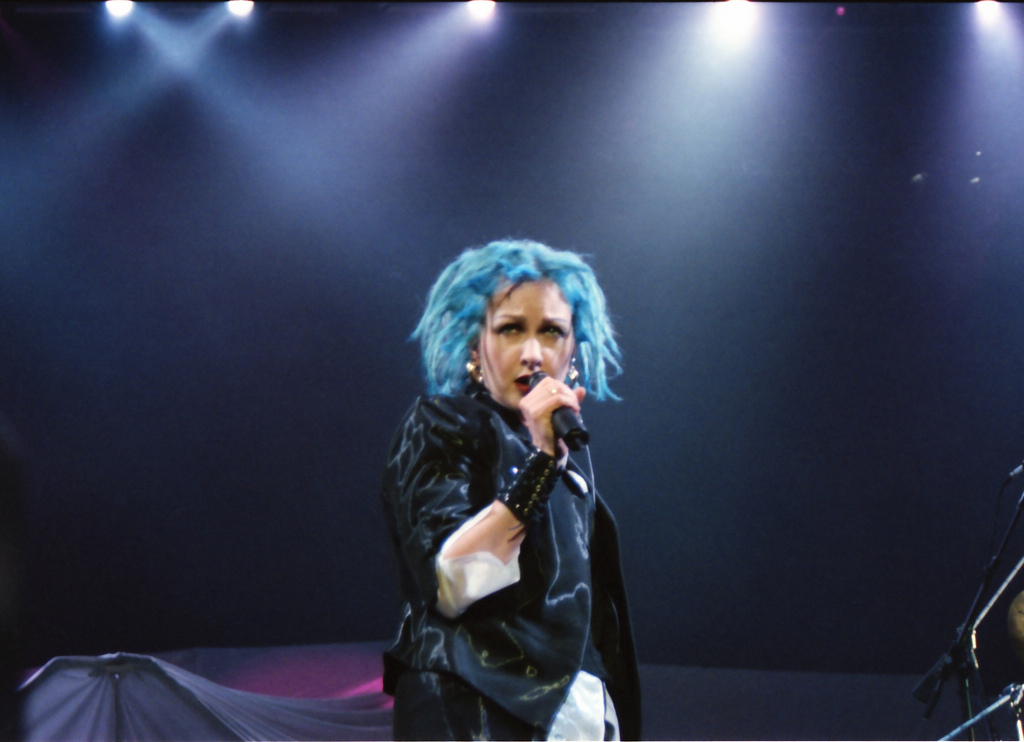
Lauper auf der Bühne (2000)

In den folgenden Jahren war sie auf diversen Soundtracks zu hören, ging mehrfach mit Cher auf Tour und war auch auf dem Album Blowback mit dem Lied Five Days von Tricky dabei. Ein neuer Vertrag bei Edel America folgte, doch gebeutelt von einem schlechten Management ging das Label in Konkurs. Statt des Albums Shine erschien 2001 nur eine gleichnamige Extended Play (EP), die Cyndi Lauper über ihre eigene Website vertrieb.
2003 erhielt sie einen neuen Vertrag bei Epic, bei denen sie mit At Last in den USA prompt das erfolgreichste Album seit A Night to Remember herausbrachte. Sie selbst bezeichnete das Album als eine Sammlung von Liedern, die den Soundtrack ihres Lebens darstellen. Mit Nummern wie Stay, Walk On By oder La vie en rose versuchte sie, den Hörer auf eine Zeitreise in die 1950er und 1960er Jahre mitzunehmen. Es folgte eine ausgedehnte Tour durch die USA, Japan und erstmals seit Jahren auch Australien. Im Zuge der Promotion trat sie erstmals seit 1996 auch wieder in Deutschland auf, zudem wurde sie erneut für den Grammy nominiert (in der Kategorie Best Instrumental Arrangement Accompanying Vocalist(s) für Unchained Melody).
Auch äußerlich zeigte sie eine Wandlung. Angesprochen auf ihre scheinbare Hinwendung zum „Normalen“ sagte Lauper, dass sie auf keinen Fall normal und auch nicht gewöhnlich wäre; eine Frau im Alter von 50 versuche, sich sexy und elegant zu geben, sei keinesfalls gewöhnlich, denn sie selbst habe es schon immer gehasst, so zu sein.
2004 erschien Shine als komplettes Album, jedoch nur in Japan, wo es nicht unter die Top 100 der dortigen Charts kam.
Im Jahr 2005 trat Lauper in einer Folge in der erfolgreichen US-Serie Queer as Folk auf. Sie spielte sich dabei selbst und gab ein Benefiz-Konzert zugunsten homosexueller Interessen. Die Folge wurde am 6. März 2008 im deutschen Fernsehen erstausgestrahlt.

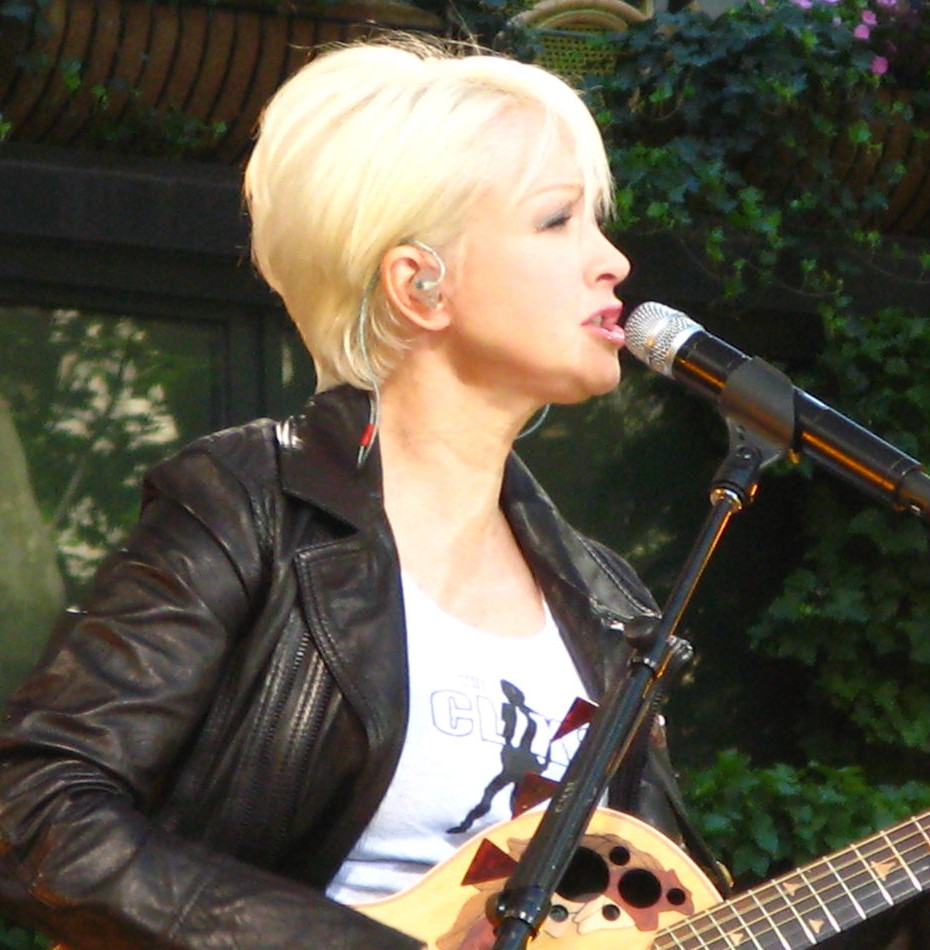
Lauper in New York (2008)

Im März 2006 erschien in Europa das Album The Body Acoustic mit neu arrangierten Versionen von Laupers Hits, die in Zusammenarbeit mit Künstlern wie Sarah McLachlan, Shaggy, Jeff Beck und Ani DiFranco aufgenommen wurden. So ist beispielsweise She Bop als Gitarrenballade zu hören. Zusätzlich sind die beiden neuen Titel I’ll Be Your River und Above the Clouds vorhanden sowie einige Videoclips, da das Album auch als DualDisc auf den Markt kam. Laut der ersten Pressemitteilung sollte Lauper zusammen mit Kelly Osbourne Girls Just Want to Have Fun singen, doch befindet sich stattdessen das Duo Puffy AmiYumi aus Japan auf dem Album.
Im Frühjahr 2006 stand Lauper erfolgreich in der Musicalfassung von Bertolt Brechts Dreigroschenoper am Broadway auf der Bühne. Im Juni 2007 tourte sie zusammen mit Erasure, Debbie Harry, The Dresden Dolls, The Misshapes und Gossip als Headliner mit der True Colors Tour durch die USA. Der Erlös dieser Tour kam der Human Rights Campaign zugute, die sich für die Rechte von Homo- und Transsexuellen einsetzt. Gäste waren dabei unter anderem Rosie O’Donnell, Rufus Wainwright und Indigo Girls. Die True Colors Tour ging im Sommer 2008 in die zweite Runde. Ebenfalls an der Tour beteiligt waren unter anderem The B-52’s, Indigo Girls, Joan Armatrading, Joan Jett and the Blackhearts, Regina Spektor, Tegan and Sara, Wanda Sykes, Nona Hendryx, Deborah Cox, Andy Bell, The Cliks, The Puppini Sisters sowie Girl in the Coma.
Nach der ersten Tournee kündigte Lauper ein neues Album an, wozu die ersten Promotionauftritte im Zusammenhang mit der zweiten True-Colors-Tour stattfanden. Bring Ya to the Brink erschien folglich am 27. Mai 2008 in den USA und wurde in Europa im August desselben Jahres veröffentlicht. Laupers erstes Album mit neuen Material seit 1997 sollte ihren Angaben zufolge überwiegend rhythmisch und tanzbar sein, jedoch auch politische Themen aufgreifen. Dafür arbeitete sie mit europäischen House- und Elektro-Künstlern wie Digital Dog, Basement Jaxx, The Scumfrog, Dragonette und Kleerup zusammen. Bring Ya to the Brink wurde von der Fachpresse recht positiv aufgenommen und mit den Arbeiten von Madonna und Kylie Minogue verglichen. Zudem wurde es in den USA für den Grammy Award 2009 in der Kategorie Best Electronic/Dance Album nominiert. Im Februar 2009 erschien in Japan das Remix-Albums Floor Remixes. Freedombunch, Soul Seekerz und Tom Novy steuerten Remixes für dieses Album bei. Im Vorfeld wurde in Japan im Januar 2009 eine Mash-up-Single aus Girls Just Wanna Have Fun und Set Your Heart unter dem Titel Girls Just Wanna Set Your Heart veröffentlicht.
Im Herbst 2008 begab sich Lauper auf eine ausgedehnte Europa-Tournee, ihre erste seit mehr als zehn Jahren. Stationen waren unter anderem Köln und Wien.
Im Herbst desselben Jahres folgte eine Zusammenarbeit mit der schwedischen Rockgruppe The Hives in Form eines Anti-Weihnachtsliedes. A Christmas Duel wurde Ende November 2008 auf der offiziellen The-Hives-Homepage zum Download gestellt und erschien Anfang Dezember 2008 als Download-Single. Im selben Jahr spielte Lauper im serbischen Film Here and There mit und steuerte ein Lied dazu bei; ihr Ehemann David Thornton hat eine Hauptrolle.

### Seit 2010

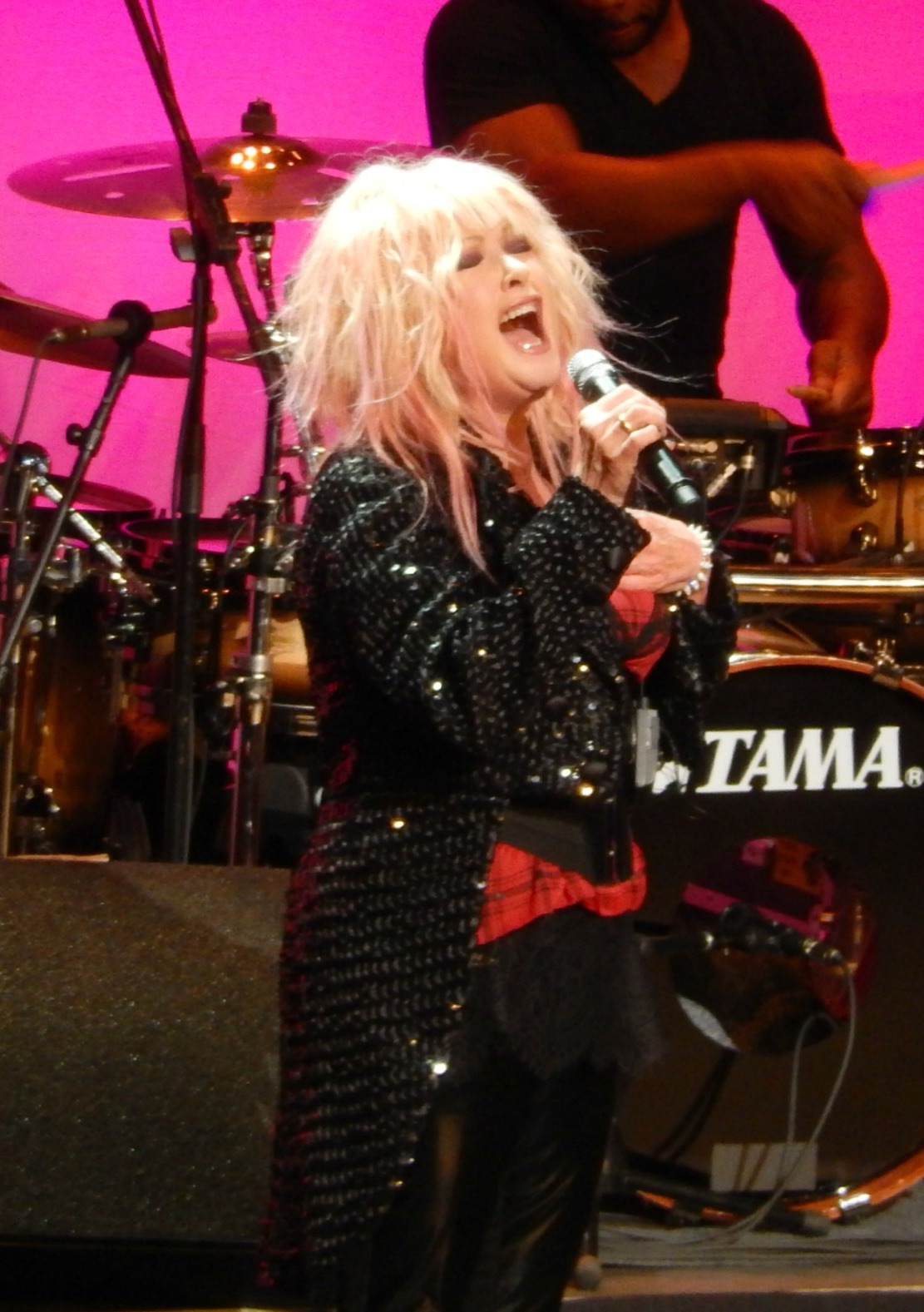
Cyndi Lauper bei einem Konzert im Beacon Theater (2014)

Im Jahr 2010 kam es zu einer Zusammenarbeit mit Lady Gaga bei der Viva Glam Collection von MAC Cosmetics, wo sie gemeinsam Lippenstifte bewarben, die zugunsten des „MAC Aids Fund“ verkauft wurden. Zudem wirkte sie in der US-amerikanischen Realityshow Celebrity Apprentice mit.
Parallel dazu kamen die ersten Informationen über ihr neues Album heraus: Memphis Blues erschien am 22. Juni 2010 in den USA auf CD und Vinyl und wird dem Blues-Genre zugeordnet; Lauper arbeitete hierfür mit Künstlern wie Allen Toussaint und B. B. King zusammen.
Des Weiteren schrieb Lauper die Musik sowie den Text zum Musical Kinky Boots, wofür sie 2013 mit einem Tony Award ausgezeichnet wurde. Damit ist sie die erste Komponistin, die einen Tony Award in der Kategorie Best Score für allein vollbrachte Arbeit gewinnen konnte. Das Musical war insgesamt für 13 Tonys nominiert und gewann sechs Stück. Die Albumaufnahme bekam einen Grammy Award für das beste Musical-Theater-Album; es war der zweite Grammy für Lauper.
Im September 2015 kündigte Cyndi Lauper auf einer Pressekonferenz an, ein Country-Album aufnehmen zu wollen. Im Dezember 2015 veröffentlichte sie dann den Country-Song „Hard Candy Christmas“ und sagte, dass das Album „Detour“ im ersten Halbjahr 2016 erscheinen werde. Im April 2016 wurde sie mit einem Stern auf dem Hollywood Walk of Fame geehrt (Nummer 2577). Im selben Jahr ging Cyndi Lauper auf Europatournee und spielte dabei auch Konzerte in Deutschland.
Seit Oktober 2024 befindet sich Cyndi Lauper auf Abschiedstournee. Mit ihrer Girls Just Wanna Have Fun Farewell Tour tourt Lauper durch Nordamerika, Europa, Australien und Japan. Die letzte Show der Tour findet am 30. August 2025 im Hollywood Bowl in Los Angeles statt.

## Diskografie
Studioalben

| Jahr | Titel                              | Höchstplatzierung, Gesamtwochen, AuszeichnungChartplatzierungen (Jahr, Titel, Platzierungen, Wochen, Auszeichnungen, Anmerkungen) | Höchstplatzierung, Gesamtwochen, AuszeichnungChartplatzierungen (Jahr, Titel, Platzierungen, Wochen, Auszeichnungen, Anmerkungen) | Höchstplatzierung, Gesamtwochen, AuszeichnungChartplatzierungen (Jahr, Titel, Platzierungen, Wochen, Auszeichnungen, Anmerkungen) | Höchstplatzierung, Gesamtwochen, AuszeichnungChartplatzierungen (Jahr, Titel, Platzierungen, Wochen, Auszeichnungen, Anmerkungen) | Höchstplatzierung, Gesamtwochen, AuszeichnungChartplatzierungen (Jahr, Titel, Platzierungen, Wochen, Auszeichnungen, Anmerkungen) | Anmerkungen                              |
| Jahr | Titel                              | DE | AT | CH | UK | US | Anmerkungen                              |
| ---- | ---------------------------------- | --- | --- | --- | --- | --- | ---------------------------------------- |
| 1983 | She’s So Unusual                   | DE23 Gold · (36 Wo.)DE | AT5 (16 Wo.)AT | CH8 Platin · (29 Wo.)CH | UK16 Gold · (32 Wo.)UK | US4 ×7Siebenfachplatin · (96 Wo.)US                                                                                               | Erstveröffentlichung: 14. Oktober 1983   |
| 1986 | True Colors                        | DE20 (15 Wo.)DE | AT15 (12 Wo.)AT | CH26 Gold · (9 Wo.)CH | UK25 Silber · (12 Wo.)UK | US4 ×2Doppelplatin · (44 Wo.)US                                                                                                   | Erstveröffentlichung: 18. September 1986 |
| 1989 | A Night to Remember                | DE21 (22 Wo.)DE | — | CH18 (9 Wo.)CH | UK9 (12 Wo.)UK | US37 (21 Wo.)US | Erstveröffentlichung: 9. Mai 1989        |
| 1993 | Hat Full of Stars                  | DE52 (9 Wo.)DE | — | CH32 (4 Wo.)CH | UK56 (1 Wo.)UK | US112 (4 Wo.)US | Erstveröffentlichung: 30. Juni 1993      |
| 1996 | Sisters of Avalon                  | — | AT45 (3 Wo.)AT | — | UK59 (1 Wo.)UK | US188 (1 Wo.)US | Erstveröffentlichung: 23. November 1996  |
| 1998 | Merry Christmas … Have a Nice Life | — | — | — | — | — | Erstveröffentlichung: 27. Oktober 1998   |
| 2003 | At Last                            | — | — | CH50 (2 Wo.)CH | — | US38 (14 Wo.)US | Erstveröffentlichung: 18. November 2003  |
| 2004 | Shine                              | — | — | — | — | — | Erstveröffentlichung: 3. Mai 2004        |
| 2008 | Bring Ya to the Brink              | — | AT48 (3 Wo.)AT | — | — | US41 (2 Wo.)US | Erstveröffentlichung: 27. Mai 2008       |
| 2010 | Memphis Blues                      | DE77 (3 Wo.)DE | — | CH77 (3 Wo.)CH | — | US26 (7 Wo.)US | Erstveröffentlichung: 22. Juni 2010      |
| 2016 | Detour                             | DE64 (1 Wo.)DE | — | CH55 (1 Wo.)CH | UK43 (1 Wo.)UK | US29 (2 Wo.)US | Erstveröffentlichung: 2. Mai 2016        |

## Künstlerauszeichnungen

### Grammy Awards
- 1985 in der Kategorie Best New Artist
- 2014 in der Kategorie Best Musical Theater Album

### Emmy Awards
- 1995: Outstanding Guest Actress in a Comedy Series – Mad About You

### Tony Awards
- 2013: Best Score of a musical für Kinky Boots

### Hollywood Walk of Fame
- 2024: Stern auf dem Hollywood Walk of Fame[12]

## Filmografie (Auswahl)
- 1985: Die Goonies (The Goonies) (Cameo-Auftritt/Kurzrolle)
- 1988: Vibes – Die übersinnliche Jagd nach der glühenden Pyramide (Vibes)
- 1991: Moon over Miami (Off and Running)
- 1993: Hilfe! Jeder ist der Größte (Life with Mikey)
- 1994: Mrs. Parker und ihr lasterhafter Kreis (Mrs. Parker and the Vicious Circle)
- 2000: Sein letzter Coup (The Opportunists)
- 2005: Queer as Folk (Cameo-Auftritt)
- 2008: Here and There
- 2008: Gossip Girl (Cameo-Auftritt - 2.10)
- 2008: As the World Turns (Cameo-Auftritt)
- 2009, 2012, 2013, 2015, 2017: Bones – Die Knochenjägerin (5 Episoden)
- 2011: Bob’s Burgers (Cameo-Auftritt, nur Stimme)
- 2012: Happily Divorced (Fernsehserie, Folge 2x17)
- 2018: Magnum P.I. (Fernsehserie, Folge 1x05)